# Mo'Nique
Monique Angela Hicks (Woodlawn, Maryland, 11 de dezembro de 1967), conhecida profissionalmente apenas como Mo'Nique, é uma comediante e atriz americana.  Ela ganhou reconhecimento por seu trabalho em comédia stand-up, estreando como um membro do The Queens of Comedy.
Mo'Nique começou sua transição para o cinema e televisão mainstream estrelando como Nicole "Nikki" Parker na série da UPN The Parkers de 1999 a 2004, além de ter papéis em filmes como Phat Girlz em 2006 e Welcome Home Roscoe Jenkins em 2008. Em 2009, ela foi aclamada pela crítica por sua atuação no filme Precious: Based on the Novel "Push" by Sapphire, pelo qual ganhou vários prêmios, incluindo o Óscar de melhor atriz coadjuvante, tornando-se a quarta mulher afro-americana a ganhar o prêmio. Desde então, ela apresentou o The Mo'Nique Show de 2009 a 2011, e estrelou como Ma Rainey no telefilme biográfico Bessie da HBO em 2015, pelo qual ela recebeu uma indicação ao Primetime Emmy Award.
Mo'Nique também se aventurou na música; em 2002, ela recebeu uma indicação ao Grammy Award de Melhor Álbum de Comédia.

## Primeiros anos
Mo'Nique nasceu em 11 de dezembro de 1967, em Baltimore, Maryland,  filha do engenheiro Alice Imes e do conselheiro antidrogas Steven Imes Jr.  Ela é a mais nova de quatro filhos. Mo'Nique se formou na Milford Mill High School em Baltimore County em 1985 e frequentou a Morgan State University. Ela se formou em 1987 pelo Broadcasting Institute of Maryland
Antes de ser atriz, Monique trabalhou como representante de atendimento ao cliente na companhia telefônica MCI em Hunt Valley, Maryland. Ela começou na comédia no centro de Baltimore Comedy Factory Outlet quando seu irmão Steve a desafiou a se apresentar em uma noite de microfone aberto.
Durante uma entrevista para a revista Essence em 2008, Mo'Nique revelou que foi abusada sexualmente por seu irmão Gerald dos 7 aos 11 anos; ele abusou sexualmente de outra garota e foi condenado a 12 anos de prisão. Depois que seus filhos gêmeos nasceram em 2005, Mo'Nique cortou todo contato com Gerald. Em 19 de abril de 2010, ele admitiu na Oprah Winfrey ter abusado sexualmente dela durante vários anos. Ele também foi abusado por membros da família e lutou contra o abuso de substâncias.

## Carreira
Mo'Nique interpretou Nicole "Nikki" Parker na série de televisão da UPN The Parkers de 1999 a 2004. Ela foi caracterizada em muitos locais de stand-up líderes como Showtime at the Apollo, Russell Simmons, Def Comedy Jam e Thank God You're Here. Mo'Nique aborda questões raciais em suas rotinas de stand up, por exemplo no Festival Just For Laugh de Montreal em 2000: brancos e negros, nós só estamos bravos um com o outro, não sabemos por que estamos bravos um com o outro. Não somos inimigos um do outro. Não somos o inimigo. É com o povo chinês que devemos estar atentos".
Em 2005, Mo'Nique desempenhou um papel significativo em Domino,  protagonizado por Tony Scott, Keira Knightley e Mickey Rourke. Em 2006, Mo'Nique foi escalada para o papel de protagonista em Phat Girlz, uma comédia sobre uma aspirante a estilista que luta para encontrar o amor e a aceitação. O filme teve uma resposta morna da crítica e dos fãs. Ele recuperou seu custo de produção de 3 milhões de dólares em seu primeiro fim de semana de lançamento.

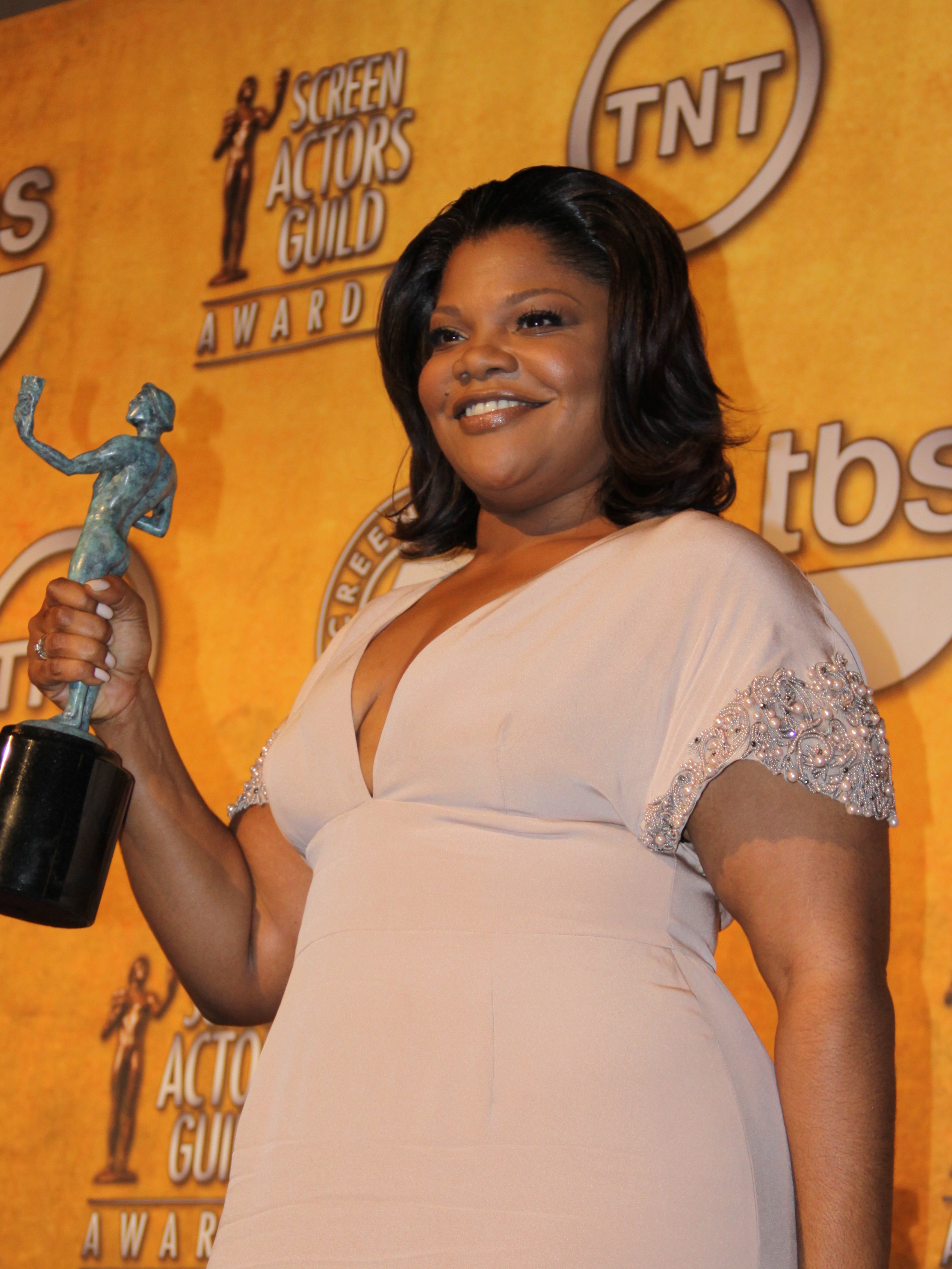
Mo'Nique no Screen Actors Guild Awards em 2010.

A primeira peça de teatro de Mo'Nique foi Os Monólogos da Vagina de Eve Ensler, que venceu o Obie Award de melhor produção, em março de 2002. Mo'Nique, Ella Joyce; Wendy Raquel Robinson e Vanessa Bell Calloway, foram o primeiro elenco de celebridades negras a apresentar Os Monólogos da Vagina. Produzido por YYP & Associates, o show foi dirigido pela dramaturga e diretora Yetta Young, bem como co-produzido por Kellie R. Griffin, Lisa D. Washington e Anita Cal. Mo'Nique é autora do livro best-seller Mulheres magras são más: notas de uma garota grande em um mundo de mente pequena. Ela também lançou um livro de receitas em 2006 chamado Skinny Cooks Can't Be Trusted. Mo'nique fazia parte do programa de rádio WHUR de Washington, DC, com George Wilborn. Em 2006, ela ocasionalmente substituiu a personalidade vespertina Michael Baisden, quando seu contrato com a ABC Radio estava em processo de renovação.
Ela também foi convidada para apresentar o Showtime no Apollo. Ela foi a anfitriã e produtora executiva de Fat Chance de Mo'Nique, um concurso de beleza para mulheres gordinhas, na rede de TV a cabo Oxygen. Ela sediou a primeira temporada de Flavor of Love Girls: Charm School no canal VH1, onde coroou Saaphyri como a vencedora. Ela lançou um documentário em 2007 chamado I Coulda Been Your Cellmate!, que concentra-se em mulheres encarceradas. Em entrevistas com mulheres individualmente, ela aborda os fatores comuns que trazem muitas mulheres para o sistema penal. O documentário estava relacionado à filmagem de um especial de comédia no Ohio Reformatory for Women, também conhecido como The Farm. Em 2007, ela teve um papel de estrela convidada na série de TV de sucesso Ugly Betty, como L'Amanda, guarda de segurança de fim de semana de Mode.Ela estrelou em The Mo'Nique Show, seu próprio talk show noturno. Gravado em Atlanta, o show estreou em 5 de outubro de 2009, no BET.
Ela apareceu no vídeo do cantor de soul Anthony Hamilton "Sista Big Bones", o segundo single de seu álbum "Ain't Nobody Worryin". Ela foi anfitriã dos BET Awards de 2003 e 2004 e apareceu novamente como anfitriã dos BET Awards de 2007. Ela recebeu respostas positivas em julho de 2004 com sua apresentação de abertura do single "Crazy in Love" de Beyoncé. Em 2007, ela cantou "Déjà Vu" de Beyoncé. Mo'Nique teve vários papéis coadjuvantes no cinema. Ela apareceu na comédia de 2008, Welcome Home Roscoe Jenkins, com Martin Lawrence. Ela teve papéis em Beerfest, 3 Strikes, Half Past Dead e Soul Plane. Ela dublou um personagem em Garfield: The Movie, mas seu papel foi cortado do filme.
Em 2008, Mo'Nique declarou no programa The Oprah Winfrey Show que Martin Lawrence deu a ela um conselho inestimável sobre o show business: "Ele me puxou para o lado e disse: 'Ouça, nunca deixe que eles lhe digam o que você não pode ter . ' Desde aquele dia, fiz alguns dos melhores negócios que já fiz na minha carreira, porque isso fica soando na minha cabeça ... Vai ficar comigo para sempre." Em 2008, a Radio One a contratou para seu próprio programa de rádio: Mo'Nique in the Afternoon (ou The Mo'Nique Show). Foi ao ar principalmente nessas estações que tinham uma programação local porque algumas estações da Radio One não a transmitiam devido aos seus contratos com Michael Baisden. O show durou até 18 de março de 2009, quando Mo'Nique decidiu sair para "continuar sua carreira na televisão, no cinema e na comédia".

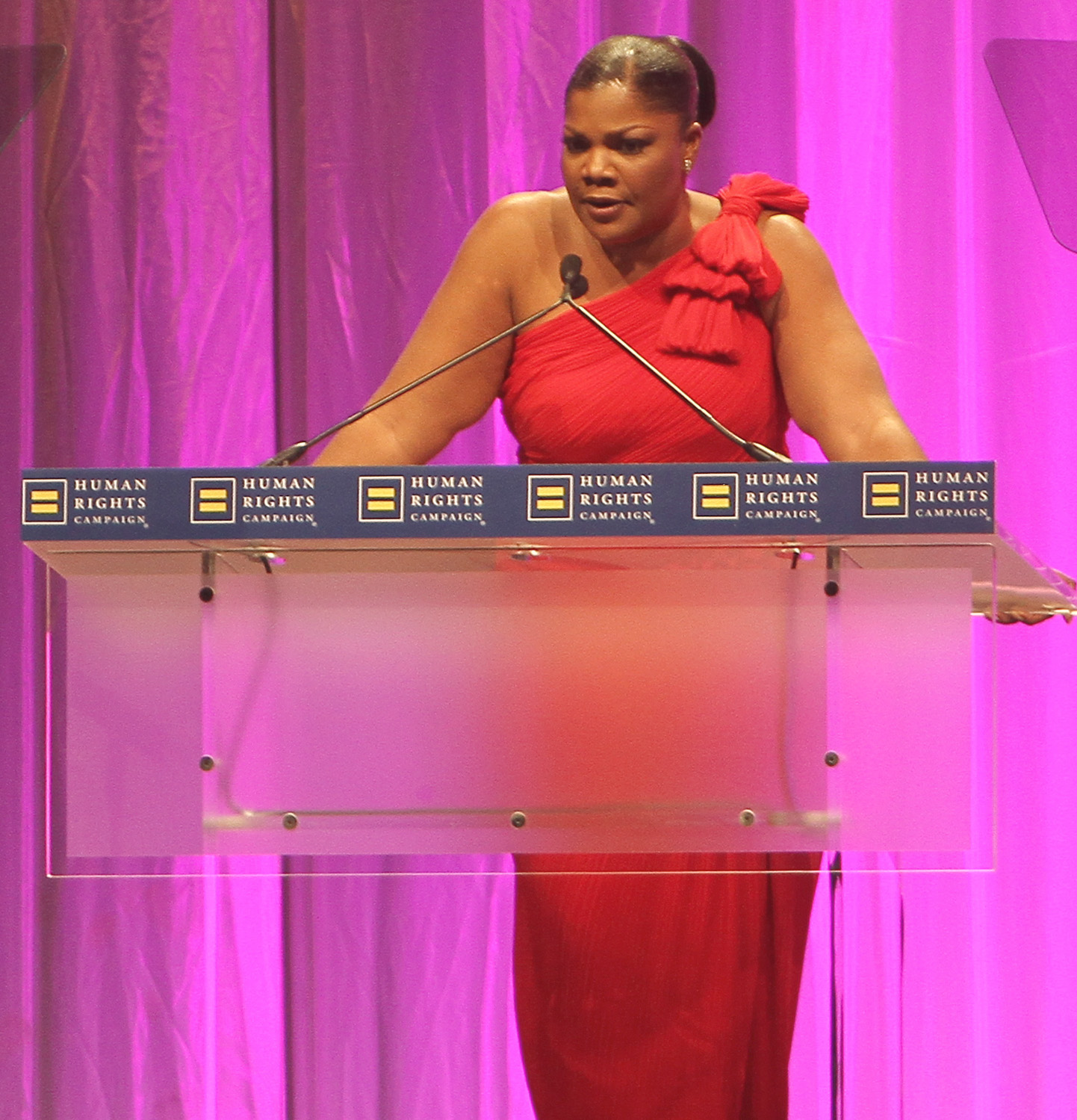
Mo'Nique durante um discurso em 2010

Em 2009, Mo'Nique apareceu no filme Precious, dirigido por Lee Daniels, retratando a mãe abusiva de um adolescente do centro da cidade. Ela ganhou o Prêmio Especial do Júri do Festival de Cinema de Sundance por sua atuação no filme. A Associação de Críticos de Cinema Africano-Americano (AAFCA) concedeu a Mo'Nique o prêmio de Melhor Atriz Coadjuvante em dezembro de 2009. Também anunciou que Mo'Nique recebeu o primeiro voto unânime da AAFCA em uma categoria de atuação. Além disso, ela recebeu os prêmios de Melhor Atriz Coadjuvante do Festival Internacional de Cinema de Estocolmo, da Associação de Críticos de Cinema da Área de Washington DC, da Associação de Críticos de Cinema de Los Angeles, Boston Society of Film Critics, New York Film Critics Online, New York Film Critics Circle, Southeastern Film Critics Association, San Francisco Film Critics Circle , Dallas-Fort Worth Film Critics Association , Las Vegas Film Critics Society, o Utah Film Critics Association, Detroit Film Critics Society, Indiana Film Critics Association, Online Film Critics Society, National Society of Film Critics Awards, Alliance of Women Film Journalists e Critics' Choice Movie Awards. A Time (revista) classificou o desempenho excepcional de Mo'Nique como a Melhor Performance Feminina de 2009. Ela ganhou o Óscar de Melhor Atriz Coadjuvante, o Independent Spirit Award e o BAFTA Award.
Em novembro de 2009, Mo'Nique disse: "Eu possuo os direitos da história de vida de Hattie McDaniel e mal posso esperar para contar essa história porque aquela mulher era absolutamente incrível. Ela teve que enfrentar a adversidade dos negros e [a sociedade] branca em um momento em que realmente não éramos aceitos. O Sr. Lee Daniels vai dirigir, é claro, e eu vou ser a Srta. Hattie McDaniel. Eu realmente espero poder fazer justiça a essa mulher." Em 2014, Mo'Nique estrelou o filme dramático de Patrik-Ian Polk , Blackbird, como Claire Rousseau. Em seguida, ela estrelou como Ma Rainey no filme biográfico Bessie em 2015, pelo qual foi aclamada pela crítica, sendo indicada ao Emmy. Seu último papel (no cinema ou na televisão) foi em 2016. Em maio de 2017, ela disse que Lee Daniels, Oprah Winfrey e Tyler Perry a estavam negando desde que ela não promoveu Precious em 2009.

## Vida pessoal
Mo'Nique foi noiva por um breve período do contador Kenny Mung.
De 1997 a 2001, ela foi casada com Mark Jackson.
Mo'Nique deu à luz os filhos gêmeos Jonathan e David Hicks em outubro de 2005, dois meses antes da data prevista. Em 2006, ela se casou com o pai deles, Sidney Hicks. Em uma matéria do New York Times, ela menciona que ela e Hicks têm um casamento aberto:
Temos um acordo de que sempre seremos honestos e, se o sexo acontecer com outra pessoa, isso não é um obstáculo para nós, não é algo onde teremos que dizer: "Oh Deus, temos que ir para tribunal de divórcio porque você me traiu". Porque nós não traímos.
Ela repetiu essa opinião posteriormente no The Oprah Winfrey Show quando disse que, em seus casamentos anteriores, ela estava constantemente procurando por "aquele impulso extra". Mo'Nique explicou:
Quando eu disse que tinha um casamento aberto, as pessoas automaticamente pularam para [o assunto] sexo. Elas foram automaticamente para lá. Mas seu tenho sido a melhor amiga do meu marido desde que tínhamos 14 anos. Quando dizemos aberto, somos muito honestos. Não existem segredos. Muitas vezes tem pessoas que são casadas, mas que são estranhas [entre si], e nos recusamos a ser essas pessoas.
Ela concluiu: "Eu tive que me esgueirar e tive de mentir, e não quero mais fazer isso. Mas meu marido é tão incrível e tão bom e tão ... oh, garota ... Nenhum outro o homem pode se comparar ".
Em seu especial da Netflix My Name is Mo'Nique, lançado em abril de 2023, Mo'Nique revelou que sentia atração sexual por mulheres, afirmando que "não era totalmente" lésbica, mas que "quando você nasce com isso, não há absolutamente nada que você possa fazer a respeito. Nada. E, por favor, entenda que eu tentei."

## Filmografia

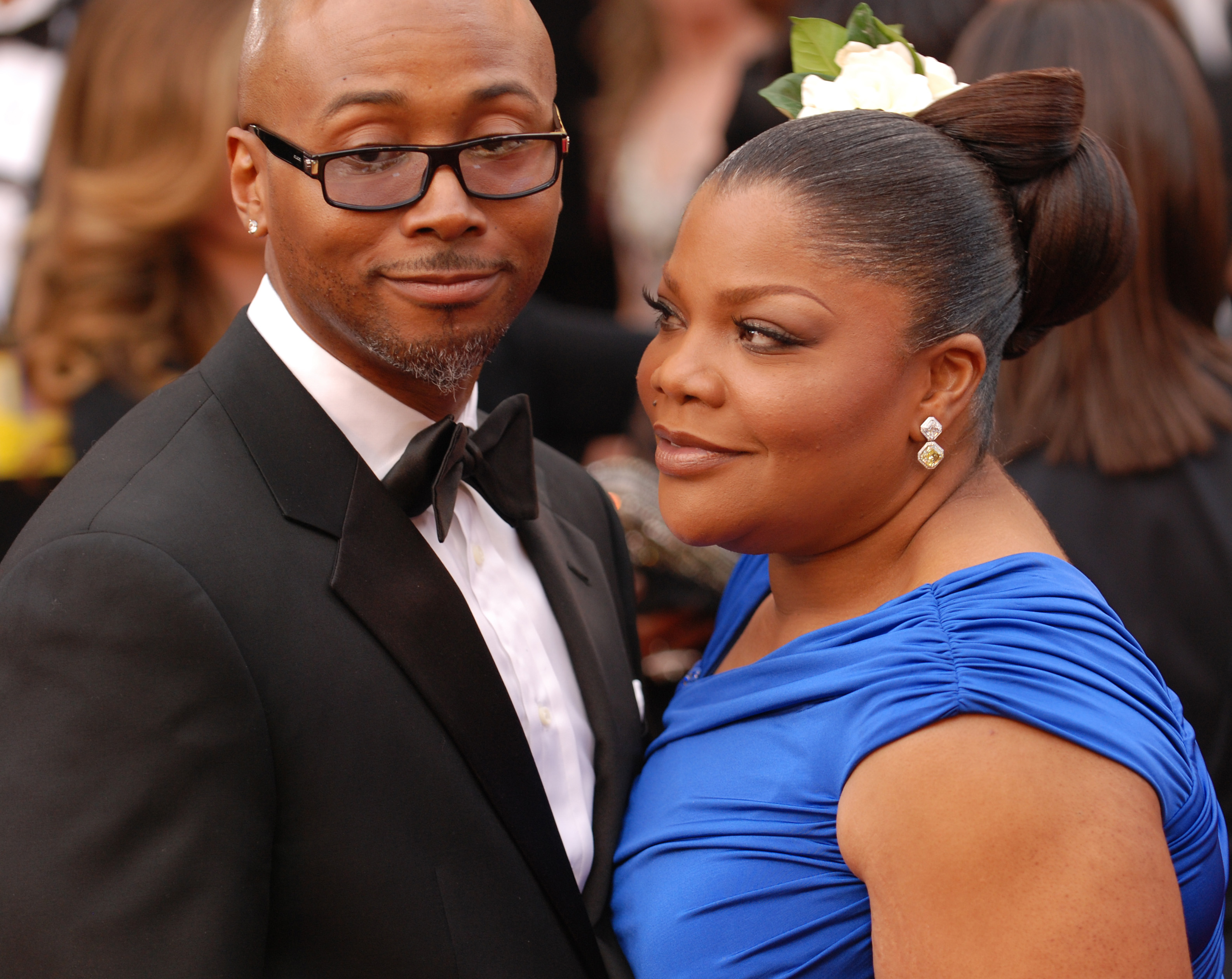
Mo'Nique e Sidney Hicks no Oscar.

### Cinema
| Ano  | Título                                          | Personagem         | Notas                                            |
| ---- | ----------------------------------------------- | ------------------ | ------------------------------------------------ |
| 2000 | 3 Strikes                                       | Dahlia             |                                                  |
| 2001 | The Queens of Comedy                            | Ela mesma          |                                                  |
| 2001 | Baby Boy                                        | Patrice            |                                                  |
| 2001 | Two Can Play That Game                          | Diedre             |                                                  |
| 2002 | Half Past Dead                                  | Twitch's Girl      |                                                  |
| 2004 | Soul Plane                                      | Jamiqua            |                                                  |
| 2004 | Hair Show                                       | Peaches            |                                                  |
| 2004 | Garfield: The Movie                             | Rat                | Personagem deletado do filme                     |
| 2005 | Shadowboxer                                     | Precious           |                                                  |
| 2005 | Domino                                          | Lateesha Rodriquez |                                                  |
| 2006 | Farce of the Penguins                           | Vicky              | Voice                                            |
| 2006 | Irish Jam                                       | Psycho             |                                                  |
| 2006 | Phat Girlz                                      | Jazmin Biltmore    |                                                  |
| 2006 | Beerfest                                        | Cherry             |                                                  |
| 2008 | Welcome Home, Roscoe Jenkins                    | Betty              |                                                  |
| 2009 | Steppin: The Movie                              | Aunt Carla         |                                                  |
| 2009 | Precious: Based on the Novel "Push" by Sapphire | Mary Lee Johnston  | Venceu Academy Award de Melhor Atriz Coadjuvante |
| 2014 | Blackbird                                       | Claire Rousseau    |                                                  |
| 2014 | Interwoven                                      | Barbara            |                                                  |
| 2016 | Almost Christmas                                | Aunt May           |                                                  |

### Televisão
| Ano       | Título                             | Personagem            | Notas                                                                    |
| --------- | ---------------------------------- | --------------------- | ------------------------------------------------------------------------ |
| 1999–00   | Moesha                             | Nicole "Nikki" Parker | Temporadas 4–5                                                           |
| 1999–2004 | The Parkers                        | Nicole "Nikki" Parker |                                                                          |
| 2001      | The Hughleys                       | Nicole "Nikki" Parker | 1 episódio                                                               |
| 2002      | The Proud Family                   | Boonnetta (voz)       | Temporada 2                                                              |
| 2003      | Good Fences                        | Ruth Crisp            | Telefilme                                                                |
| 2004      | The Bernie Mac Show                | Lynette               |                                                                          |
| 2006      | Rugrats                            | Aunt Moo              | Direct-to-DVD episode "Tales from the Crib: Three Jacks and a Beanstalk" |
| 2006      | Nip/Tuck                           | Evetta Washington     | Episódio: "Nip/Tuck"                                                     |
| 2007      | Flavor of Love Girls: Charm School | Apresentadra          |                                                                          |
| 2007      | The Game                           | Atriz Plus Size       | 2 episódios                                                              |
| 2007      | The Boondocks                      | Jamiqua (voz)         | Episódio: The Boondocks"                                                 |
| 2007      | Ugly Betty                         | L'Amanda              | Episódio: "See Me, I.C.U."                                               |
| 2009–2011 | The Mo'Nique Show                  | Apresentadora         | 2 temporadas, 251 episódios                                              |
| 2014      | Love & Hip Hop: New York           | Ela mesma             | Temporada 4 (2 episódios – Reunião Especial)                             |
| 2015      | Bessie                             | Ma Rainey             | Telefilme                                                                |